# Douwe Wijbrands
Douwe Wijbrands (Hindeloopen, 9 oktober 1884 - Amsterdam, 17 november 1970) was een Nederlandse worstelaar.

## Leven en werk
Wijbrands werd in 1884 in Hindeloopen geboren als zoon van de palingvisser Ids Wijbrands en Eeuwk Amsterdam. Op jonge leeftijd verhuisde hij van Friesland naar Amsterdam. Hij voelde zich aangetrokken tot een loopbaan in de sport. Vanwege de weerstand in het kerkelijk milieu waartoe hij behoorde hield hij zijn sportieve activiteiten als worstelaar bij de atletiekvereniging Hercules in Amsterdam geheim. Hij zag kans om zich als worstelaar een plaats te verwerven in de selectie voor de Olympische Zomerspelen 1908 in Londen. Hij won in de eerste ronde in de klasse Grieks-Romeins lichtzwaargewicht van de Hongaar György Luntzer. In de tweede ronde werd hij uitgeschakeld door de Zweed Fritz Larsson. Wijbrands was in het dagelijks leven werkzaam bij een gasfabriek.
Wijbrands trouwde op 24 oktober 1912 te Amsterdam met Alida Everdina Koster. Hij overleed in november 1970 aldaar op 86-jarige leeftijd.